# Dolní Bohdíkov
Dolní Bohdíkov är en ort i Tjeckien.   Den ligger i regionen Olomouc, i den östra delen av landet, 180 km öster om huvudstaden Prag. Dolní Bohdíkov ligger 350 meter över havet och antalet invånare är 1 427.
Terrängen runt Dolní Bohdíkov är huvudsakligen kuperad, men åt sydost är den platt. Dolní Bohdíkov ligger nere i en dal.Runt Dolní Bohdíkov är det tätbefolkat, med 266 invånare per kvadratkilometer. Närmaste större samhälle är Šumperk, 6,9 km sydost om Dolní Bohdíkov. I omgivningarna runt Dolní Bohdíkov växer i huvudsak blandskog.